# Немецкая Википедия
Неме́цкая Википе́дия — раздел Википедии на немецком языке. Создан 16 марта 2001 года. Первая статья появилась на следующий день, 17 марта.
Второй по числу статей (без ботопедий) и правок раздел после английского. Третий по посещаемости после английского и японского. Крупнейшая полностью европейская Википедия.
23 ноября 2006 года была написана полумиллионная статья — о польской конькобежке Янине Коровицкой, а 23 декабря 2009 года — миллионная статья об американском ботанике Эрни Вассоне (Ernie Wasson), 18 ноября 2012 года — полуторамиллионная статья о Baracke Wilhelmine, 19 ноября 2016 года — двухмиллионная статья о минерале Майчнерите.
На сегодняшний день количество статей в немецкой Википедии составляет 3 036 393, это третье место среди всех разделов. Всего зарегистрировано 4 649 749 участников (4-е место), из них 38 503 активных участников (2-е место).

## Размер и другие характеристики
По состоянию на октябрь 2021 года в немецком разделе Википедии содержится более 2,6 млн статей, четвёртое место после английского раздела, себуанской и шведской Википедий (последние две обогнали её в результате ботозаливки 18 июля 2014 года).
По состоянию на ноябрь 2009 года в немецком разделе 97 % статей содержали более чем 200 символов, 89 % статей больше 512 байтов, 51 % статей больше 2 кб, средний размер статьи составлял 3634 байта. По большинству этих параметров немецкая Википедия находится на первом-втором месте среди больших Википедий.
Причина этому — жёсткая политика удалений и политика неприятия коротких статей. По общему количеству правок и числу правок в день немецкая Википедия также стоит на втором месте, число правок на сегодняшний день составило 256 554 421.
Оценивая качество статей в немецкой Википедии в 2009 году, основатель Википедии Джимми Уэйлс отметил: «Я нахожу, что немецкая Википедия имеет лучшее качество по сравнению с англоязычной, а её авторы — аккуратнее и чётче в формулировках».

## Язык
Немецкая Википедия написана на стандартном немецком языке, как рекомендует Дуден — словарь и свод правил грамматики и правописания, имеющий официальный статус. Австрийские или швейцарские идиомы разрешены только в статьях, посвящённых Австрии или Швейцарии, и только тогда, когда они необходимы. Поскольку диалекты немецкого языка не используются в немецкой Википедии, для них были созданы отдельные Вики: алеманнский диалект (als), нижненемецкий язык (nds), люксембургский язык (lb), пенсильванский немецкий язык (pdc), рипуарские диалекты (ksh), баварский диалект (bar), пфальцский диалект (pfl).

## Особенности

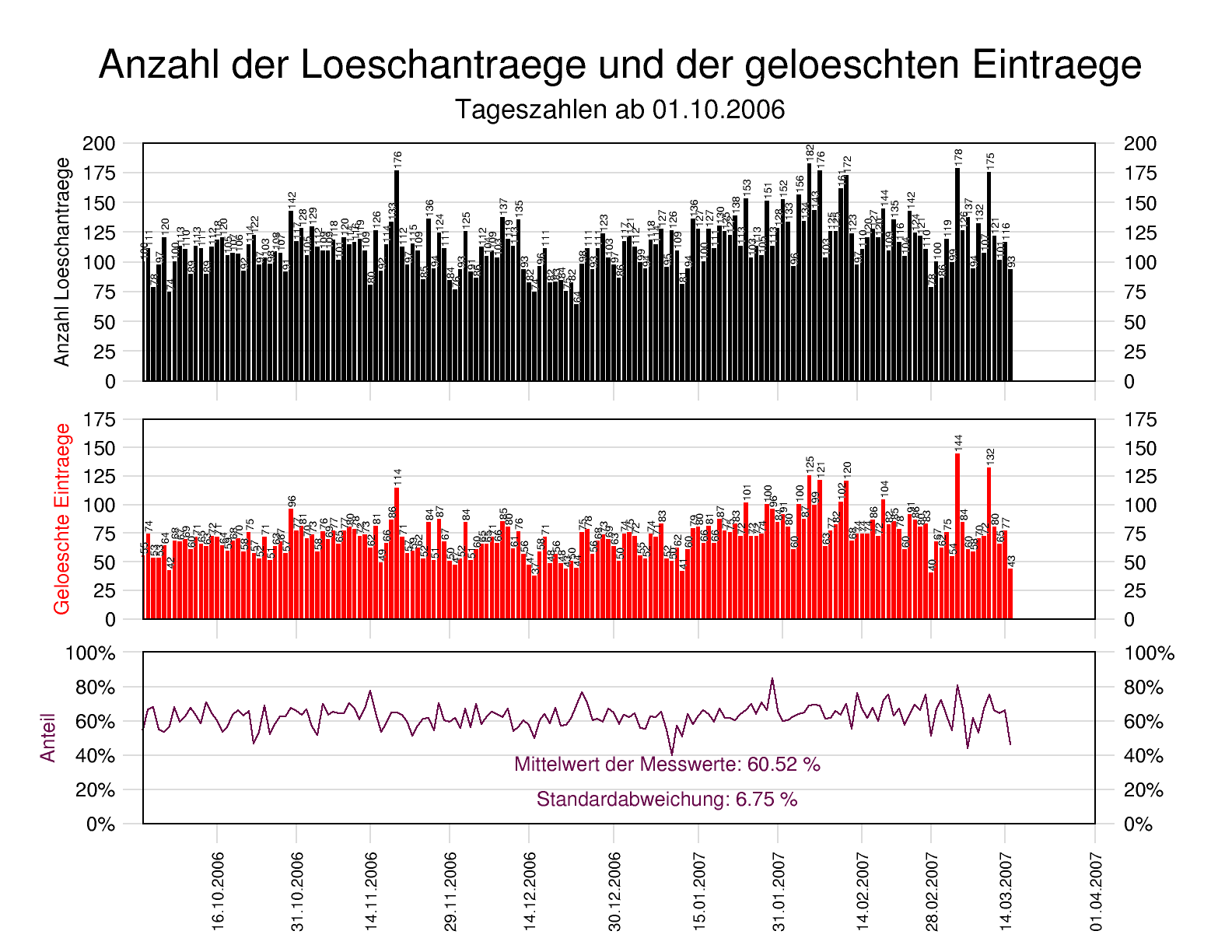
Соотношение числа статей, выставленных на удаление, с числом действительно удалённых статей

- Немецкая Википедия строже, чем другие разделы, придерживается принципа «лучше хорошие статьи, чем много статей».
- В немецкой Википедии действуют достаточно жёсткие правила, поощряющие удаление статей: маленькие статьи, даже по бесспорно важным темам, могут быть удалены. Поэтому выбор случайных статей в немецкой Википедии значительно реже приводит к совсем недоработанным статьям, чем в других Википедиях. Зачастую удалению подлежат даже статьи с полным, качественным содержанием и авторитетными источниками, но посвященные незначимым с точки зрения правил немецкого раздела явлениям, на темы, такие, как программное обеспечение, компьютерные игры, фильмы и знаменитости. Удаление подобных статей даже становилось объектом внимания местных СМИ и остаётся одной из главных причин ожесточённых споров внутри проекта. В итоге немецкая Википедия имеет несоразмерно малое количество статей о программировании и современной культуре в сравнении с иноязычными Википедиями-миллиониками[9][10][11][12][13].
- В немецкой Википедии используются существенно меньше пометок о неоконченности статьи с требованиями переделок, не принято использовать шаблоны типа {{rq}} или {{чистить}}. Замечания о недостатках статей пишутся непосредственно на страницу обсуждения.
- Доля анонимных правок в немецкой Википедии выше, чем в русской[14]. Этому способствует широкая пропаганда Википедии в немецкоговорящих странах и вовлечение широких слоёв населения в процесс редактирования статей.
- В немецкой Википедии очень развиты боты. В частности, организованы боты по проверке текстов на возможное нарушение авторских прав, используя поисковые машины. К разработке ботов привлекается большое количество программистов. Однако ботам не позволяется создавать большое количество новых статьёй, а о предстоящих «заливках» необходимо сообщать заранее затронутым проектам[15]. Это отличает заливки в немецкой Википедии от заливок, например в польской, итальянской и русской Википедиях.
- Немецкая Википедия сочетается с хорошо налаженным проектом «Викитека», который серьёзно администрируется. На Викитеку ссылается большое количество статей.
- В немецкой Википедии принята более строгая лицензионная политика, чем в английской или русской.
- В немецкой Википедии настоятельно рекомендуется загрузка изображений исключительно на Викисклад. В ней за редкими исключениями запрещены к использованию изображения, распространяемые на условиях добросовестного использования (fair use). Исключение составляют работы, не нарушающие авторские права, но нарушающие права на охрану фирменного или товарного знака (к примеру, логотипы)[16], права на охрану промышленных образцов (т. н. Geschmacksmuster, к примеру дизайн Intercity-Express)[17], музейное право[18] в случае, если эти изображения не могут быть загружены на Викисклад.
- В отличие от подавляющего большинства Википедий, где применяется UTC, в немецкой используется часовой пояс Германии — центральноевропейское время (CET/CEST).

### Награды

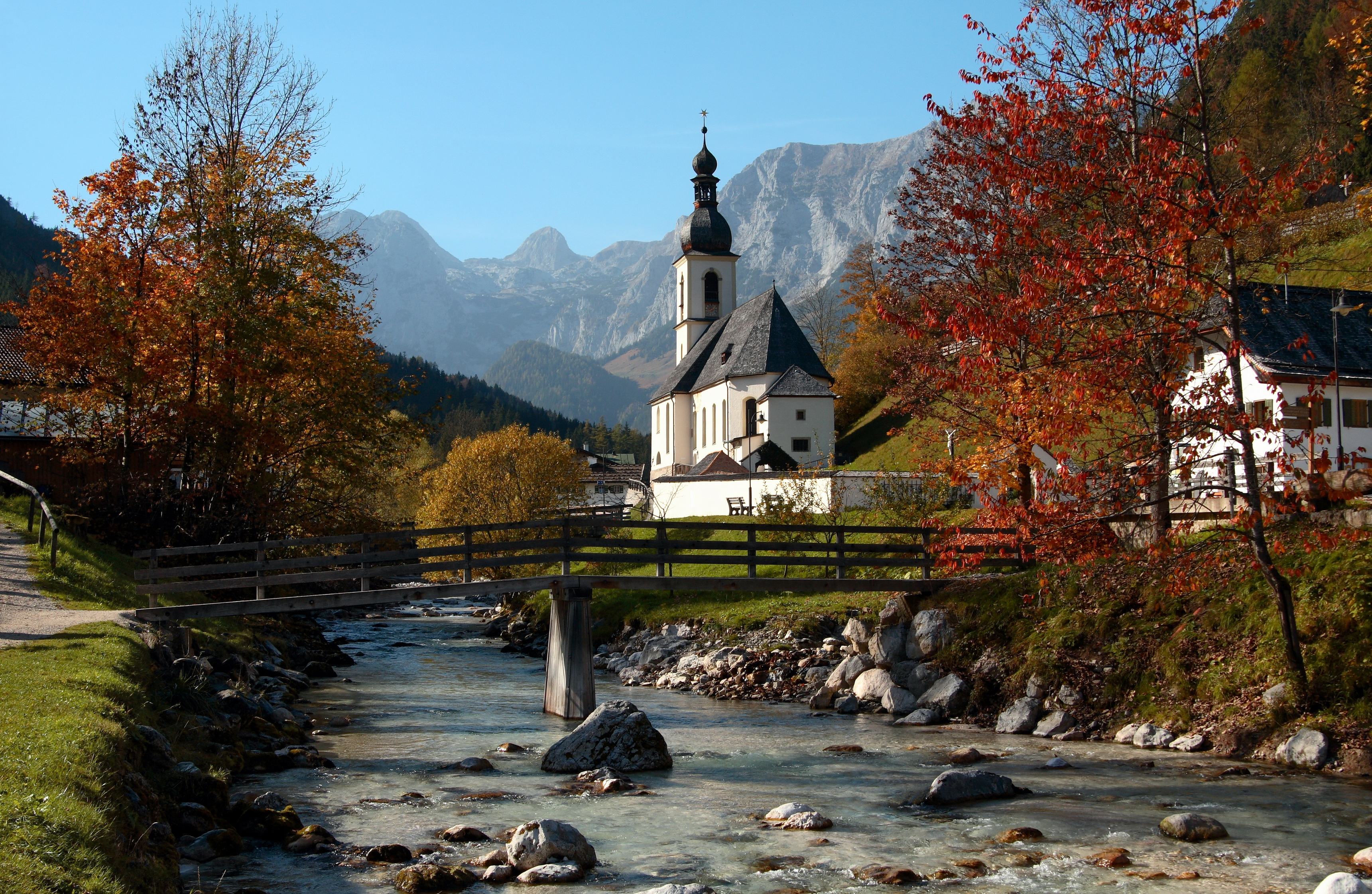
Одно из избранных изображений немецкой Википедии

- В немецкой Википедии развита система наград для хороших статей, изображений, аудиофайлов, а также и для хороших страниц проекта, не находящихся в основном пространстве имён. Для наград в немецкой Википедии существует портал Wikipedia:Auszeichnungen, послуживший примером для портала русской Википедии Портал:Избранное содержание.
- Эквивалентами избранных и хороших статей являются Wikipedia:Exzellente Artikel (букв. «Великолепные статьи») и Lesenswerte Artikel (букв. «Статьи, которые стоит прочесть»), ставшие примером для создания аналогичного проекта в русской Википедии.
- В немецкой Википедии есть своя собственная галерея избранных изображений: Wikipedia:Exzellente Bilder.
- Существуют избранные аудиозаписи статей: Wikipedia:Exzellente Aufnahmen.

#### Иконки для наград
В немецкой Википедии используются иконки для наград, сделанные по одинаковому принципу:

### Тематические удаления
Так как немецкая Википедия заметно выросла в объёме, предполагается ввести взамен общих удалений тематические — то есть раздел «к удалению» (Wikipedia:Löschkandidaten) не един, а разделён по темам и порталам. Таким образом, в обсуждении удаления участвуют только те участники, которые заинтересованы в развитии данного портала. Введение тематических удалений должно быть, по-видимому, связано с тематическим администрированием.

### Проект рецензирования
Каждая версия статьи в немецкой Википедии может получить пометку «Проверено» (Gesichtete Versionen) и «Отрецензировано» (Geprüfte Versionen), каждая из этих пометок связана с версией и датой постановки пометки. При дальнейшем редактировании статей эти пометки утрачиваются, но остаются в истории редактирования.
Пометка «проверено» означает, что статья не содержит явного вандализма и грубых несоответствий. Эту пометку может ставить любой пользователь, сделавший небольшой вклад в статьи.
Пометку «отрецензировано» может ставить только пользователь, обладающий статусом рецензента. Этим статусом наделяются пользователи с большим положительным вкладом. Пока не ясно, кто и как будет наделять пользователей этим статусом, но предполагается, что рецензенты выбираются не для всего проекта, а тематически в соответствии с их активностью в конкретных темах и порталах. Боты отслеживают статьи, которые после проверки рецензирования подвергались серьёзным изменениям.
При подготовке Википедии к публикации возможен откат к последним отрецензированным версиям.

### Правовая база
- В немецкой Википедии учитывается законодательство Германии, Австрии, Швейцарии и США, при этом в каждом конкретном случае, связанным с применением или трактовкой законов разных стран, считается, что должны применяться наиболее строгие (и наименее «выгодные») законы. В идеале считается, что должны учитываться законы всех стран, но в случае несоответствия статьи законодательства отдельной страны (чего трудно избежать из-за противоречия законов) обязательно должна ставиться соответствующая пометка.
- Очень тщательно разработан раздел Kategorie:Urheberrecht с объяснениями по авторским правам и трактовкой авторских прав в законах разных стран.
- Статья Panoramafreiheit («Свобода панорамы») подробно описывает законодательства разных стран относительно прав на фотографирование людей и объектов. В частности, объясняется, что эти правила очень строгие во Франции (вплоть до того, что, по некоторым положениям, нельзя свободно помещать фотографию Эйфелевой башни) и менее строги в Германии и значительном количестве других стран, в которых считается, что фотографии объектов и людей на улице или в публичных местах не запрещены для публикации.
- В судебной системе Германии Википедия является общепризнанным достоверным источником информации (нем. allgemein anerkannte zuverlässige Informationsquelle)[19].
- 31 мая 2005 года в немецкой Википедии была размещена статья об умершем компьютерном хакере, известном под псевдонимом Tron (нем. Tron), в которой было указано его настоящее имя. Его родители подали в суд с требованием запретить называть настоящее имя их сына. В результате 17 января 2006 года постановлением суда района Берлин-Шарлоттенбург в качестве меры обеспечения по иску было запрещено использование домена wikipedia.de Архивная копия от 5 марта 2022 на Wayback Machine, использовавшегося в качестве перенаправления на de.wikipedia.org Архивная копия от 1 декабря 2010 на Wayback Machine. После отклонения иска функционирование домена было возобновлено.
- 6 декабря 2007 года левый немецкий политик Катина Шуберт подала заявление в полицию Берлина, обвинив немецкую Википедию в использовании нацистской символики в объёмах, превышающих энциклопедические потребности. В результате последовавшей 6—7 декабря дискуссии статья об организации гитлерюгенд, более всего возмутившая Шуберт, была сокращена в 4 раза, было оставлено 1 изображение. После критики позиции Шуберт, в том числе и внутри партии, 7 декабря Шуберт отозвала своё заявление[20][21][22].

## Издания

### Wikipedia DVD

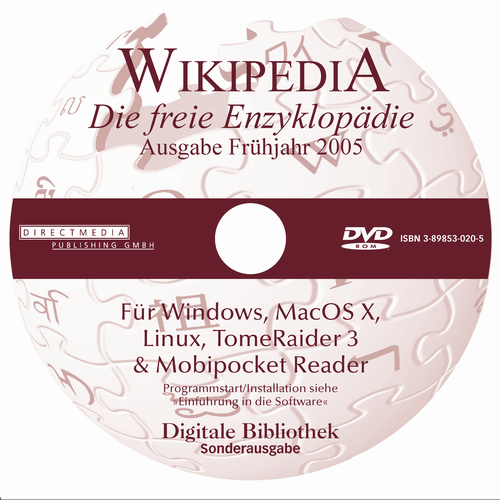
DVD немецкой Википедии

Directmedia выпустил DVD-версию немецкой Википедии (ISBN 3-89853-020-5). Реплика базы данных статей выполнена 3 марта 2005 года и впоследствии кратко прорецензирована. Диск DVD содержит 203 000 статей и тысячи изображений. DVD занял лидирующие позиции в рейтинге Amazon уже вскоре после анонса, а первый экземпляр был продан в течение двух дней. С каждого проданного диска Фонд Викимедиа получит 1 € в виде пожертвований. ISO-образы DVD-ROM и CD-ROM версий диска выложены в файлообменные сети и на несколько FTP-серверов.
Для подготовки DVD собирается рабочая группа из нескольких десятков участников, которые в первую очередь просматривают текущую копию Википедии на вандализм и удаляют из издания статьи, помеченные как не-нейтральные. Вся проверка и чистка занимает около недели.

Благоприятным обстоятельством для осуществления такого издания является общая жёсткая политика немецкой Википедии в отношении стабов и удалений и отказ от многочисленных маркеров, требующих улучшения статьи.

Страны, где немецкий раздел пользуется наибольшей популярностью, выделены чёрным цветом. Это Германия, Австрия, Швейцария и Лихтенштейн.

### Серия Wikipress
Книга о Википедии была первой в серии под названием Wikipress (Википечать). Каждая книга является собранием статей Википедии на одну тему, отобранных и отредактированных коллективом вики-редакторов. Среди тем вышедших книг: Нобелевская премия мира, Велосипеды, Антарктида, Солнечная система, Хип-хоп. Эти книги собраны на отдельном сервере.

### Бумажная Википедия
Идея издания немецкой Википедии в бумажном виде появилась в конце 2004 года. В 2006 году издательство Directmedia объявило о намерении издать 100 томов по 800 страниц каждый (планировалось под именем WP 1.0 издавать с 2007 года по декабрь 2010 года два тома в месяц;, однако позднее отказалось от своих планов.
22 апреля 2008 года объявлялось о новом проекте: издательство Wissen Media Verlag  (дочернее предприятие концерна Bertelsmann) в сентябре предполагала выпустить однотомное 1000-страничное издание, в которое вошли бы 50 000 статей.

## Активность немецкой Википедии

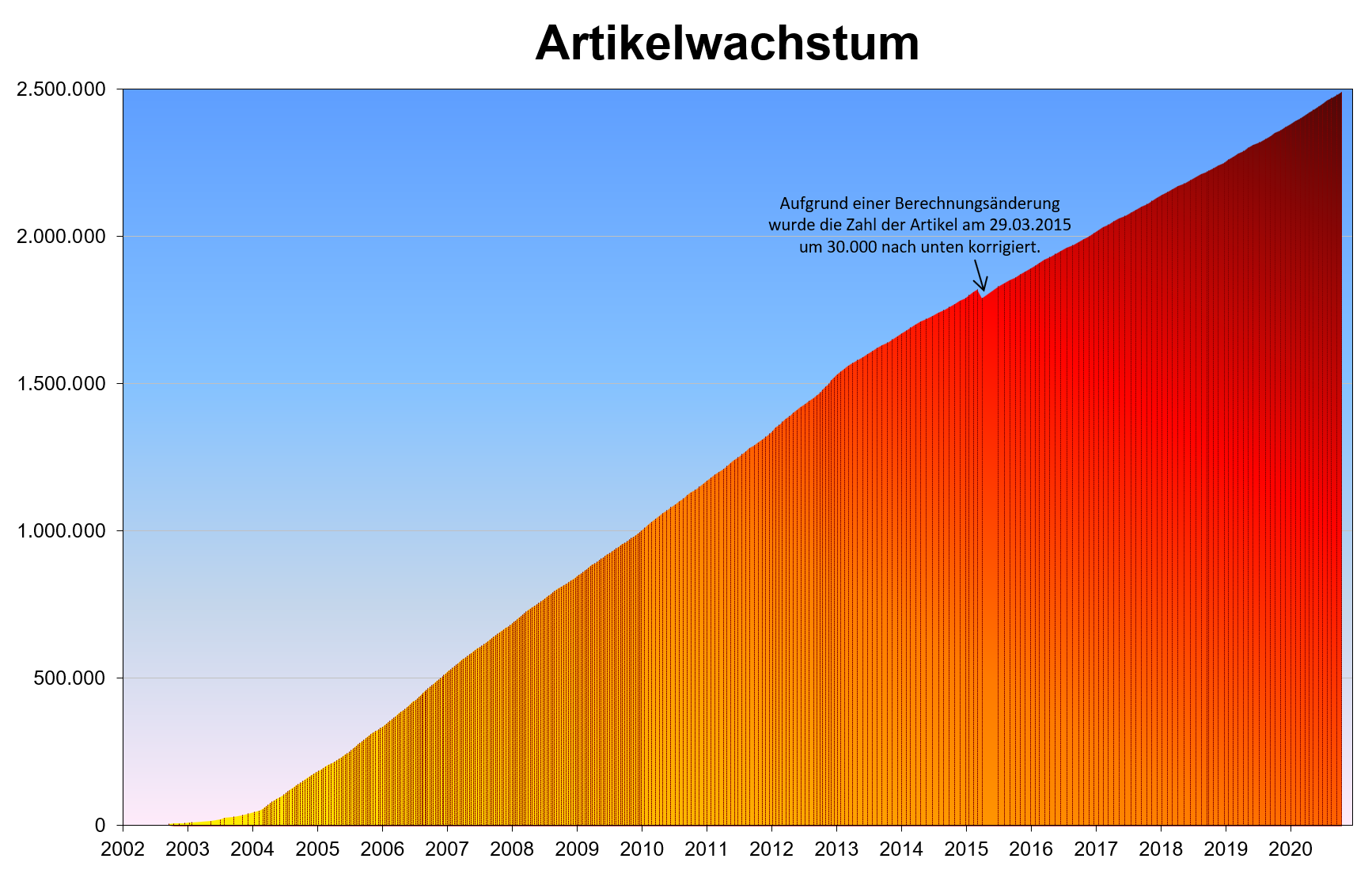
График роста количества статей в немецкой Википедии

В 2004 году образовалась общественная организация (нем. Verein), называемая Wikimedia Deutschland — Gesellschaft zur Förderung Freien Wissens e. V., что переводится как некоммерческая организация Викимедиа Германии — общество поддержки свободных знаний. Викимедиа Германии призвана координировать деятельность Википедии в немецком пространстве и оказывать информационную помощь и консультации пользователям. Викимедиа Германии формально независима от американского фонда Викимедиа, члены организации не занимаются управлением и администрированием, а члены правления сняли с себя статус администраторов. Таким образом, Викимедиа не несёт ответственности за содержание, но оказывает разного рода сервисные услуги. Сейчас офис Wikimedia Deutschland действует во Франкфурте и в Швейцарии. Общество действует на добровольные пожертвования со страниц проекта, общество управляется директором, финансируемым за счёт пожертвований. Страница общества wikimedia.de.
Общество организует регулярные встречи википедистов (см. Wikipedia:Frankfurt (нем.)).

### Привлечение авторов и редакторов

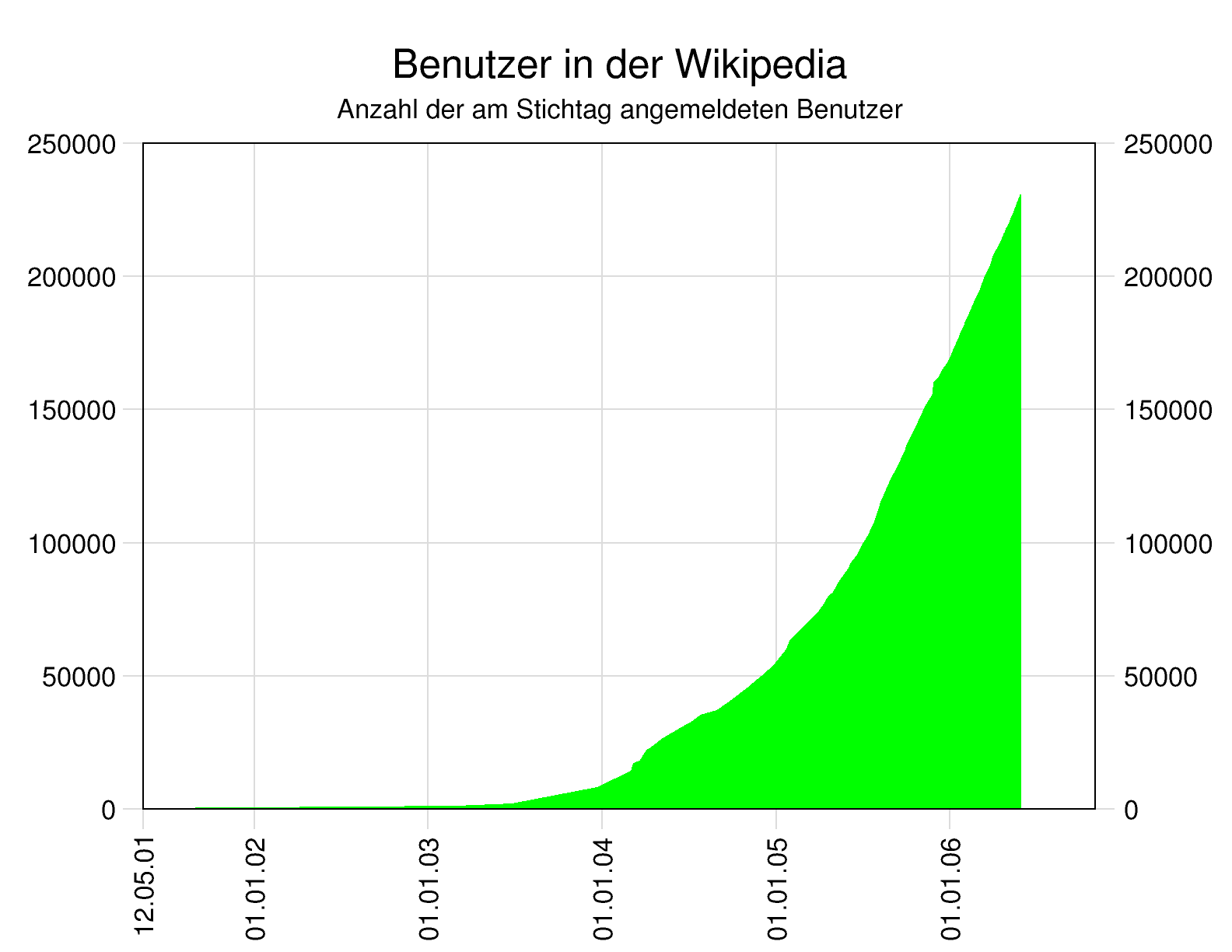
Количество зарегистрированных участников

В Германии регулярно организуются семинары по Википедии для широкого круга пользователей и проводятся информативные акции в поддержку проекта. При этом активно привлекаются учебные заведения и университеты, особенно активен Гёттингенский университет. Кроме того, распространяются (в частности, на ярмарках-выставках) флайеры и брошюры, в которых коротко объясняются такие моменты, как принцип работы проекта, основы редактирования статей и вики-разметка.
Имеется положительный опыт привлечения университетских профессоров, которые совместно со студентами оценивают качество разделов Википедии и дорабатывают их, нередко написание статей в Википедии является учебным заданием. В университетах пишутся дипломные и докторские работы на темы, связанные с Википедией, в университетах устанавливаются вики-движки на страницах, посвящённых тем или иным лекциям.

## Хронология
- 24 января 2003 года — 10 000 статей
- 4 июля 2003 года — 20 000 статей
- 8 февраля 2004 года — 50 000 статей
- 13 июня 2004 года — 100 000 статей
- 8 октября 2004 года — 150 000 статей
- 15 февраля 2005 года — 200 000 статей
- 28 июня 2005 года — 250 000 статей
- 7 октября 2005 года — 300 000 статей
- 18 мая 2006 года — 400 000 статей
- 23 ноября 2006 года — 500 000 статей
- 18 июня 2007 года — 600 000 статей
- 30 января 2008 года — 700 000 статей
- 17 мая 2008 года — 750 000 статей
- 6 сентября 2008 года — 800 000 статей
- 4 мая 2009 года — 900 000 статей
- 27 декабря 2009 года — 1 000 000 статей
- 29 июля 2010 года — 1 100 000 статей
- 9 марта 2011 года — 1 200 000 статей
- 16 октября 2011 года — 1 300 000 статей

Логотип немецкой википедии в честь достижения отметки 2 млн. статей

- 7 ноября 2011 года — 100 млн правок
- 30 апреля 2012 года — 1 400 000 статей
- 18 ноября 2012 года — 1 500 000 статей
- 25 июня 2013 года — 1 600 000 статей
- 21 марта 2014 года — 1 700 000 статей
- 16 января 2015 года — 1 800 000 статей
- 9 марта 2015 года — общее количество страниц в немецкоязычном разделе превысило 5 000 000.
- 31 марта 2015 года — вновь 1 800 000 статей
- 13 июня 2015 года — обогнала по числу статей нидерландскую википедию переместилась на 3 место.
- 22 января 2016 года «глубина» раздела достигла 100.
- 23 января 2016 года — 1 900 000 статей
- 19 ноября 2016 года — 2 000 000 статей
- 12 сентября 2017 года — 2 100 000 статей
- 12 июля 2018 года — 2 200 000 статей
- 25 марта 2025 года — 3 000 000 статей

## Полученные награды
- Grimme Online Award 2005
- Lead Award 2006 Архивная копия от 22 декабря 2007 на Wayback Machine